# HD 170811
HD 170811，又名BD+59 1899，SAO 30990、HR 6949，是一颗恒星，视星等为6.43，位于銀經88.79，銀緯26.09，其B1900.0坐标为赤經18h 26m 19.6s，赤緯+59° 26.09′ 57″。